# Bezbiletnaja passažirka
Bezbiletnaja passažirka (Безбилетная пассажирка) è un film del 1978 diretto da Jurij Sergeevič Pobedonoscev.

## Trama
Il film racconta di una donna di nome Nina, che incontra Anton, con il quale si reca al cantiere BAM, ma si è dimenticata di comprare un biglietto.